# August Pine Ridge
August Pine Ridge ist ein Dorf im Orange Walk District im Norden von Belize in Mittelamerika. Der Ort liegt ca. 7 km östlich vom Río Hondo und der Staatsgrenze zu Mexiko entfernt und hatte nach dem Zensus im Jahr 2022 insgesamt 2160 Einwohner.

## Geographie
Das Ortsgebiet von August Pine Ridge grenzt im Osten an das Gemeindegebiet von Shipyard und weiter östlich befindet sich die Gemeinde Guinea Grass. Im Nordosten befinden sich die Dörfer Trinidad und San Lázaro, im Süden die Gold Button Lagoon und die Siedlung San Felipe.

## Bevölkerung

### Einwohnerstruktur 2022
Nach den Erhebungen des Zensus 2022 lebten im Juli 2022 in August Pine Ridge 2160 Einwohner.
Die Bevölkerung von August Pine Ridge teilte sich auf in 1089 (50,41 %) männliche und 1071 (49,58 %) weibliche Personen, welche in insgesamt 568 Haushalten lebten. Ein durchschnittlicher Haushalt bestand aus fünf Personen. Bei 5 % der Einwohner lag eine Behinderung vor und 6 % der Einwohner waren von einer Langzeiterkrankung betroffen.

### Einwohnerentwicklung
| Quelle: Statistical Institute of Belize |

## Wirtschaft und Infrastruktur

### Verkehr
Durch August Pine Ridge verläuft die Landstraße San Felipe Road, die Yo Creek im nördlichen Straßenverlauf mit San Felipe im südlichen Straßenverlauf verbindet. Die innerorts vorhandenen Straßen und Wege sind einfach ausgeführte Wirtschaftswege mit einer Bodenverdichtung, die in ihrer Bauart den in Deutschland vorhandenen Feld- oder Waldwegen entsprechen.